# SN 2009hb
SN 2009hb – supernowa typu Ia odkryta 23 kwietnia 2009 roku w galaktyce A152229+2804. W momencie odkrycia miała maksymalną jasność 20,70m.